# Dimitri Tchapnga
Pas d'image ? Cliquez ici

a Compétitions nationales et continentales officielles uniquement.

b Matchs officiels uniquement.
Dernière mise à jour le 25 mars 2022.
Dimitri Tchapnga, né le 22 février 1987 à Dschang, est un joueur camerounais de rugby à XV. Il est le cousin de Robins Tchale-Watchou.

## Biographie
Dimitri Tchapnga commence le rugby à 10 ans, dans sa ville natale de Dschang, suivant ses cousins. Mais il pratique surtout la boxe anglaise jusqu'à l'âge de 15 ans, sport où il excelle (24 victoires en 26 rencontres). Il arrête la boxe sur les demandes de ses parents, qui « trouvaient cela trop dangereux ».
En rugby, il devient alors international camerounais, et se met en évidence lors de la coupe d'Afrique. Il est repéré par le président du GUS Genova (it), qui le recrute. Après deux saisons en Italie, il rejoint l' UA Saverdun, club de Fédérale 2. Il s'y fait remarquer par Jérôme Bonvoisin, entraîneur du SC Tulle, club de Fédérale 1, qu'il rejoint ainsi en 2015. Débutant avec la réserve, il est finalement inclut à l'équipe première en novembre, et dispute 10 rencontres de Fédérale 1 lors de sa saison. 
Ses bonnes prestations lui permettent d'intégrer le SO Chambéry, qui vise la montée en Pro D2, évoluant alors en poule élite de Fédérale 1. Mais il se blesse, et perd son père la même année. Après une année compliquée, il rebondit au Stade dijonnais. Il devient rapidement un élément incontournable du pack dijonnais, jouant 53 rencontres de Fédérale 1 en trois saisons, dont 44 en tant que titulaire. 
Après trois saisons, il est contacté par le SC Albi, qu'il choisit de rejoindre, attiré à la fois par le fait d'évoluer sous les ordres d'Arnaud Méla, mais aussi pour se rapprocher de sa belle-famille. 